# Dorcadion buresi
Dorcadion buresi är en skalbaggsart som beskrevs av Sterba 1922. Dorcadion buresi ingår i släktet Dorcadion och familjen långhorningar. Inga underarter finns listade i Catalogue of Life.